# Rybníček (Újezd)
Rybníček (německy Ribnik) je vesnice, část obce Újezd v okrese Olomouc. Nachází se asi 1,5 km na východ od Újezdu, v jehož katastrálním území Újezd u Uničova leží. Prochází zde silnice II/444.

## Historie
První písemná zmínka o obci pochází z roku 1399. Pojmenována byla podle řady rybníků, které se zde dřív nacházely, některé z nich se zachovaly dodnes. Rybníček byl majetkem olomoucké kapituly, roku 1569 byl prodán šternberskému panství a v roce 1850 z něj byla samostatná obec v soudním okrese Uničov. Původně česká obec se v průběhu 18. století poněmčila (např. v roce 1930 zde žilo celkem 440 obyvatel, z toho 404 Němců), ovšem po roce 1945 byli původní obyvatelé odsunuti a v roce 1960 se Rybníček stal součástí Újezda.

## Pamětihodnosti
- kaple sv. Floriána
- sloup se sochou Immaculaty
- řada křížů, které se nachází jak ve vsi, tak v okolí